# ムクムクゴケ
ムクムクゴケ（Trichocolea tomentella）は、ウロコゴケ目ムクムクゴケ科のコケ植物。

## 分布
日本、中国、インドなどのアジアと、北アメリカ、ヨーロッパに分布。低山地の崖面や岩上、朽木上などに発生する。

## 形態、生態

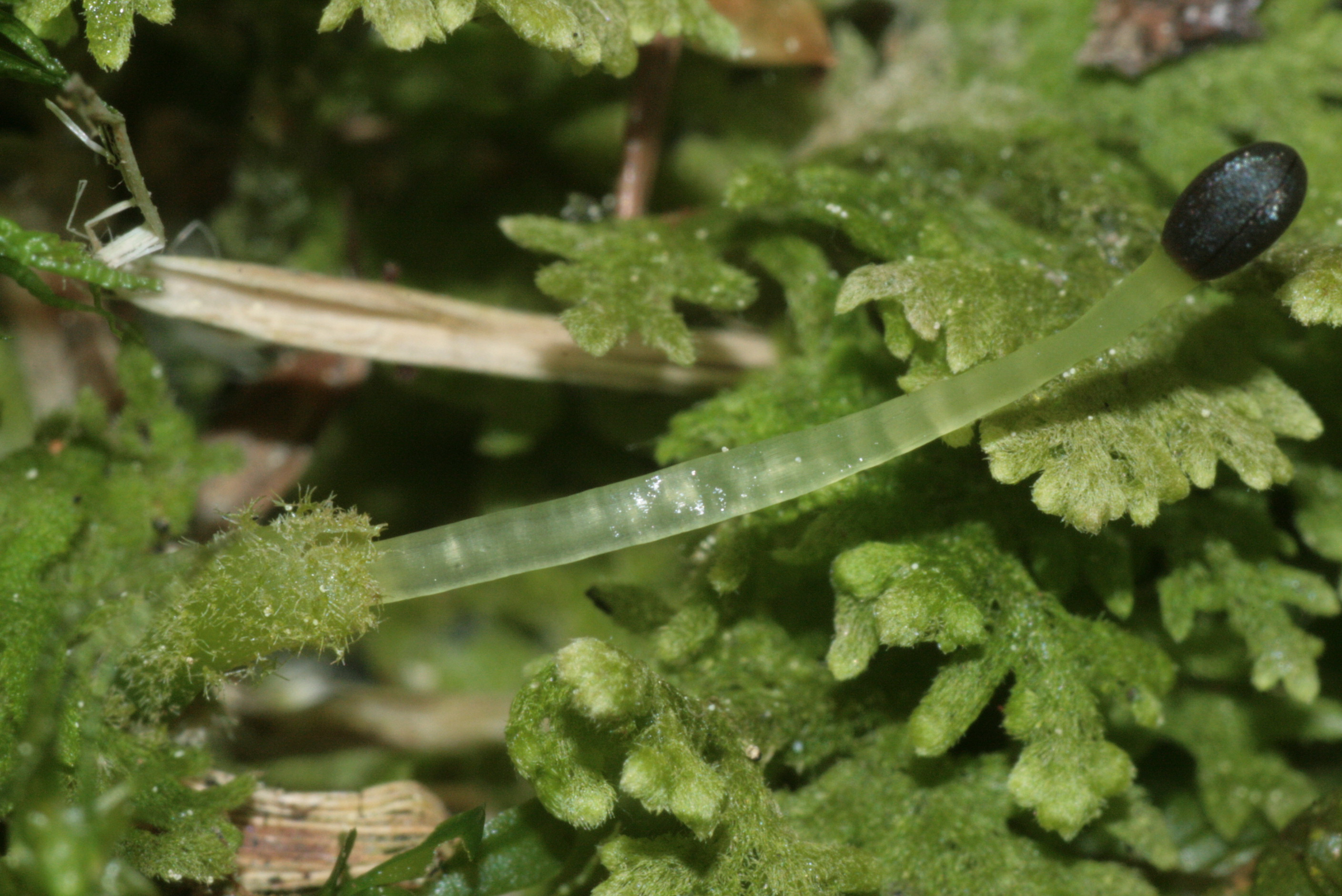
朔

茎は長さ5cm以上になり、2-3回羽状分枝する。茎には長毛が密生。葉は4裂し、各裂片はさらに羽状に分枝する。カリプトラは棍棒状。
朔は楕円形で、長い朔柄の先に付く。

## 近縁種
本種が所属するムクムクゴケ科に含まれていたイヌムクムクゴケやサワラゴケ（より新しい分類体系ではどちらもサワラゴケ科に移動）と形態的に類似するが、この2種は腹葉の裂片が袋状になるという特徴を持つためムクムクゴケと区別できる。